# 4 octobre 1988
Le mardi 4 octobre 1988 est le 278e jour de l'année 1988.

## Naissances
- Aaron Hadlow, kitesurfer professionnel britannique
- Caner Erkin, footballeur turc
- Derrick Rose, joueur de basket-ball américain
- Junior Fernándes, joueur de football chilien
- Lonnie Chisenhall, joueur de baseball américain
- Magdaléna Rybáriková, joueuse de tennis slovaque
- Mayada Gargouri, auteure française de bande dessinée
- Melissa Benoist, actrice et chanteuse américaine
- Renatinho, joueur de football brésilien
- Sarah Proud, joueuse de rugby
- Yubin, rappeuse, chanteuse, danseuse, auteur-compositrice et actrice sud-coréenne

## Décès
- Arnaud de Vogüé (né le 11 juin 1904), homme d'affaires français
- Geoffrey Household (né le 30 novembre 1900), écrivain britannique
- Valentina Kibardina (née le 30 mai 1907), actrice soviétique

## Événements
- Découverte des astéroïdes (4408) Zlatá Koruna et  (6825) Irvine